# Фримон, Иоганн Мария Филипп
Иоганн Мария Филипп Фримон, граф Палота, князь Антрадокко (нем. johann Maria Philipp Frimont, graf von Palota, fürst von Antrodocco; 3 февраля 1759 — 26 декабря 1831) — австрийский генерал от кавалерии, правитель Ломбардии и Венеции, председатель военного совета Австрийской империи.

## Биография
Родился 3 февраля 1759 года в Финстингене (Лотарингия) и в 1776 году вступил рядовым в гусарский Вурмзера полк и участвовал в походах 1778 и 1779 годов в Богемии (Война за Баварское наследство).
В 1788 и 1789 годах против Фримон в рядах австрийского вспомогательного корпуса сражался с турками на Дунае и за отличие был произведён в ротмистры.
В 1790 году был в делах при усмирении мятежа в Нидерландах, а в 1792, 1793 и 1794 годах там же в походах против революционной Франции. В 1795, 1796 и 1797 годах он состоял при Верхне-Рейнской армии, отличился храбростью, получил орден Марии Терезии и в апреле 1798 года произведён был в полковники и командиры вновь сформированного легко-конного полка.
В 1799 и 1800 годах он сражался в Италии против Массены, участвовал в сражении при Маренго и с двумя кавалерийскими полками прикрывал 25 и 26 декабря 1800 года отступление за реку Эч после сражения при Минчио.
9 января 1801 года Фримон был произведён в генерал-майоры. В кампании 1805 года он командовал бригадой в армии эрцгерцога Карла, в Италии, и отличился 30 октября, предводительствуя авангардом, в сражениях при Михельсберге и при Кальдиеро. В следующем году он был сделан шефом гусарского полка и возведён в баронское достоинство.
В кампании 1809 года Фримон, произведённый в фельдмаршал-лейтенанты, командовал дивизией и авангардом в Итальянской армии эрцгерцога Иоганна, разбил неприятельский арьергард при Порденоне и отнял у него 4 орудия и 2 орла. Он участвовал в победе эрцгерцога Иоанна над вице-королём Италийским при Сачиле, 16 апреля, и вёл авангард до Вероны. 1 мая, когда началось отступление, он командовал арьергардом и оказал мужеетвенный отпор французам в делах при Ольмо, Сальварозе, при переправе через Тальаменто, при Сан-Даниеле и в сражении на реке Пиаве, за что был награждён командорским крестом ордена Марии-Терезии.
По заключении Шёнбруннского мира, Фримон был инспектором войск в Верхней и Нижней Австрии, а в 1812 году, во время похода Наполеона в Россию, предводительствовал во вспомогательном австрийском корпусе резервной кавалерией.
В кампании 1813 года против Франции, он состоял при корпусе Гиллера, назначенном идти в Италию, и участвовал в победе при Виллахе. 24 августа, по производстве, 13 октября, в чин генерала от кавалерии, Фримон получил команду над австрийскими войсками, которые в соединении с баварцами, под главным начальством генерала Вреде, составляли 5-й армейский корпус большой союзной армии, участвовал в кампании 1814 года, отличился в делах при Бриенне, Ла-Ротьере, Бар-сюр-Об и Арси-сюр-Об, и сделан был потом губернатором крепости Майнц.
В кампании 1815 года Фримон командовал австрийскими войсками, действующими против Мюрата, а потом с 18 батальонами и 45 эскадронами вступил через гору Симплон в Южную Францию, разбил в нескольких сражениях маршала Сюше и штурмом овладел Греноблем и затем Лионом. За это он был награждён чином тайного советника и большим крестом ордена Леопольда.
По заключении второго Парижского мира он три года занимал Эльзас с австрийским корпусом, после чего сделан главнокомандующим в Венецианской провинции.
В феврале 1821 года, ему поручили начальство над 49 батальонами и 40 эскадронами для восстановления в Неаполе королевской власти. Решительными мерами Фримона армия мятежников, под начальством Пепе, была рассеяна и 24 марта австрийцы вступили в Неаполь, где Фримон остался до 1825 года, предводительствуя австрийскими и неаполитанскими войсками. Наградой ему были орден Железной Короны 1-й степени, титул князя Антрадокко и 220 000 неаполитанских дукатов.
В 1825 году он получил главное военное начальство в Ломбардо-Венецианском королевстве. Когда, в 1831 году, вспыхнули мятежи в Модене, Ферраре, Парме и Папской области, Фримон скоро восстановил спокойствие. Император возвёл его за это в графское достоинство.
19 ноября 1831 года Фримон, назначенный в президенты Гофкригсрата (дворцового военного совета), отправился в Вену; но едва вступив в должность, заболел и умер 26 декабря того же года.

## Награды
- Военный орден Марии Терезии, командорский крест (1809)
- Военный орден Марии Терезии, рыцарский крест (1796)
- Австрийский орден Леопольда, большой крест (1815)
- Австрийский орден Леопольда, командорский крест (1813)
- Орден Железной короны 1-го класса (1822)
- Военный орден Максимилиана Иосифа, большой крест (Королевство Бавария)
- Орден Бани, большой крест (Великобритания)
- Орден Святого Януария (Королевство обеих Сицилий)
- Орден Святого Фердинанда и Заслуг, большой крест (Королевство обеих Сицилий)
- Орден Святого Георгия и Воссоединения, большой крест (Королевство обеих Сицилий)
- Константиновский орден Святого Георгия (Пармское герцогство)
- Орден Красного орла 1-го класса (Пруссия)
- Орден Святого Владимира 1-й степени (Россия)
- Орден Святого Александра Невского (21.01.1814, Россия)
- Высший орден Святого Благовещения (Сардинское королевство)
- Орден Святых Маврикия и Лазаря, большой крест (Сардинское королевство)
- Орден Святого Григория Великого, большой крест (Святой Престол)
- Орден Святого Людовика, большой крест (Франция)